# Ansalonga

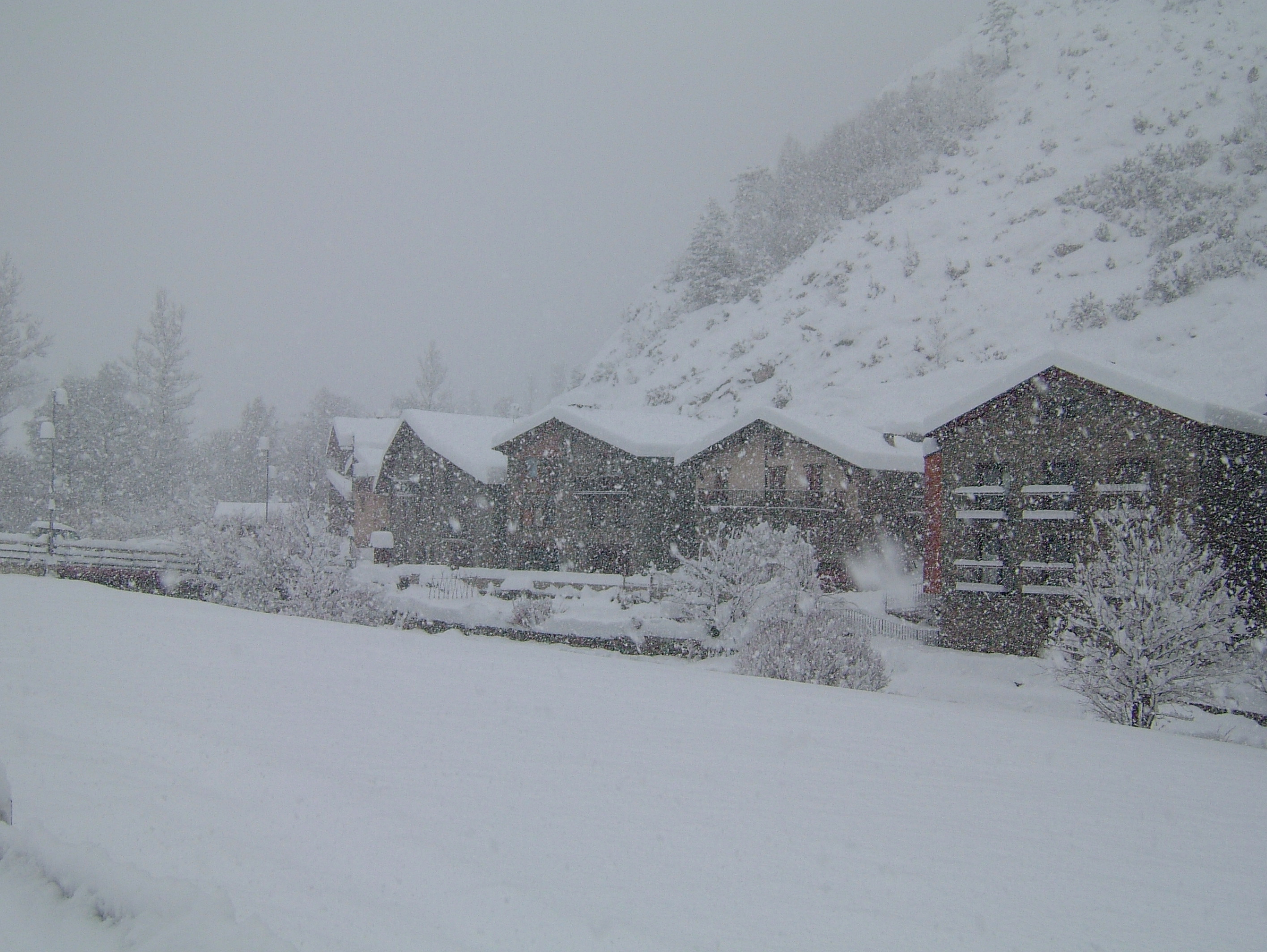
Ansalonga im Winter

Ansalonga ist ein Dorf in der Parroquía Ordino in Andorra. Es liegt auf einer Höhe von 1331 Metern und zählte im Jahr 2024 57 Einwohner.
Im südlichen Teil des Dorfes befindet sich die Kirche Sant Miquel d'Ansalonga, welche im 17. Jahrhundert errichtet wurde.

## Lage

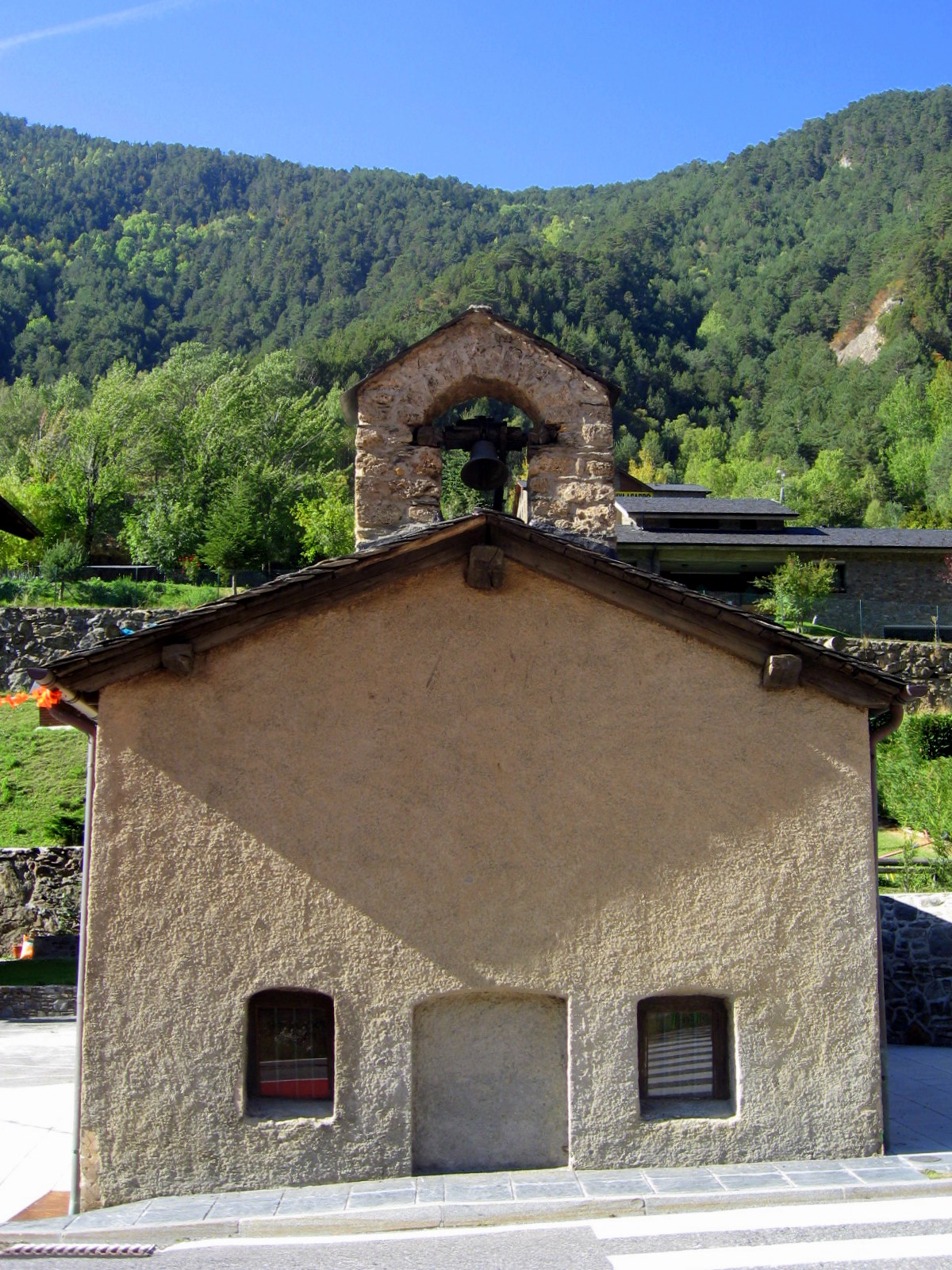
Kirche Sant Miquel d'Ansalonga

Ansalonga liegt im Norden des Landes Andorra und im Südwesten der Parroquía Ordino. Das Dorf wird vom Riu Valira d'Orient durchquert.